# Oranjekoptangare
De oranjekoptangare (Thlypopsis sordida) is een zangvogel uit de familie Thraupidae (tangaren).

## Verspreiding en leefgebied
Deze soort telt 3 ondersoorten:
- T. s. orinocensis: centraal Venezuela.
- T. s. chrysopis: zuidelijk Colombia, oostelijk Ecuador, oostelijk Peru en westelijk Brazilië.
- T. s. sordida: van oostelijk Bolivia tot oostelijk Brazilië, zuidelijk tot Paraguay en noordelijk Argentinië.